# Добрица Маткович
До̀брица Ма̀ткович (на сръбски: Добрица Матковић или Dobrica Matković) е сръбски и югославски политик, началник на Отделението за държавна защита през 1929 година, бан на Вардарската (1932 — 1933), на Дунавската (1933 — 1935) и Моравската бановина (1935 — 1936). Ръководител и извършител на Гарванското клане (1923).

## Биография
Роден в Шарани на 29 ноември 1887 г. в семейството на Владисав и Икония Матковим. Завършва основно училище в Савинац, а по-нататъшното си образование продължава в Белград, където завършва гимназия. Веднага след това започва да работи като полицейски чиновник.
Участва в Първата световна война и заедно с баща преживява отстъплението през Проклетия и Албанската голгота до Корфу. Баща му умира от изтощение в Бизерта през 1917 година. От Корфу Добрица заминава за Париж като секретар на сръбската делегация за бежанците. По време на престоя си в Париж завършва право и се дипломира на 12 юли 1918 година. По заповед на сръбското правителство на Корфу, заминава за Лондон, за да учи управление на администрацията. След края на войната, се връща в Белград, където продължава полицейската служба до 1921 г., когато става главен инспектор за борба с контрабандата в Министерството на финансите.
След Кадрифаковското клане на 16 януари 1923 година, великият жупан на Брегалнишката област в Щип Петър Бонджич е уволнен и на негово място е назначен Маткович. Маткович пристига в Македония на 20 януари и на 3 март ръководи клането на мирното население в радовишкото село Гарван, при което са убити 28 души.
През 1925 г. Маткович е прехвърлен като велик жупан на Моравската област в Парачин, а по-късно на Битолската област. Като велик жупан в Битоля в 1927 година нарежда убийството на Панде Суджов, а в 1928 година - на Мицко Солаков.
През февруари 1929 г. става велик жупан на Бачката област в Сомбор, но само няколко месеца по-късно е назначен за ръководител на Отделението за държавна защита на Министерството на вътрешните работи на Кралство Югославия, а малко след това и за заместник-министър на вътрешните работи. От 1932 до 1933 година е бан на Вардарската бановина. С указ на крал Александър I Караджорджевич от 9 април 1933 г., става дунавски бан и остава на поста в Нови Сад две години, а след това е преместен в Ниш като моравски бан. След година, в навечерието на Втората световна война, е пенсиониран заради несъгласие с политиката на югославското правителство.
Маткович владее английски, френски и немски език и е автор на редица статии в международни списания. Местните жители искат да кръстят училището в Савинац на него, но той отказва. Маткович допринася за модернизирането на училищни сгради, изграждане на столова за учениците, обществени сгради, много чешми и кладенци, моста над Дичина, който свързва Шарани и Дреново, както и модерния път от Савинац до Таково.
При началото на Втората световна война, се оттегля в къщата си на Савинац, където остава до края на войната. Участва във Великия народен конгрес в село Ба на 25 – 28 януари 1944 г. През септември 1944 година в Шарани влиза Втора пролетарска бригада, а след комунистическите лидери от Горни Милановац, които убеждават Маткович да стане делегат във Великата антифашистка народоосвободителна скупщина на Сърбия в Белград от 9 до 12 ноември 1944 година. В Скупщината изнася реч в подкрепа на маршал Тито. По-късно е назначен за председател на Комисията за военните щети при Председателството на правителството на Народна република Сърбия. Маткович смята, че след края на войната ще се проведат демократични избори за ново правителство, но му се предлага да стане член на Комунистическата партия, за да запази поста си. Маткович отказва, заявявайки че е патриот, но няма да стане комунист и вследствие е пенсиониран.
Отново се оттегля в дома си в Савинац, където живее до смъртта си на 9 октомври 1973 година. Погребан е на 10 октомври с пълни държавни почести в семейната гробница, която е издигната през 1935 г. в непосредствена близост до църквата „Свети Сава“ на Савинац.

## Награди
- Орден на Югославската корона, III степен
- Орден на Белия орел, IV степен с мечове по средата, V степен без мечове
- Орден на почетния легион, IV степен, 3 декември 1930 г.

## Галерия
- Къщата му в Шарани
- Гробът му в близост до църквата „Свети Сава“
- Мост с името му в Савинац над река Дичина
- Паметна плоча на ученическия стол в Савинац